# São Cristóvão de Nogueira
São Cristóvão de Nogueira is een plaats (freguesia) in de Portugese gemeente Cinfães en telt 2 215 inwoners (2001).